# Saint-Germain-en-Laye
Saint-Germain-en-Laye is een Franse gemeente in het departement Yvelines. Het is de onderprefectuur van het arrondissement Saint-Germain-en-Laye. De bebouwing van Saint-Germain-en-Laye ligt 20 km ten westen van Parijs en hoort bij de aaneengesloten agglomeratie van Parijs, maar meer dan de helft van het grondgebied van de gemeente bestaat uit bos. Saint-Germain-en-Laye ligt omsloten door een lus in de Seine. De gemeente telde 45.286 inwoners op 1 januari 2022.

## Geschiedenis
Saint-Germain-en-Laye werd in 1020 door koning Robert II gesticht. Hij stichtte een abdij op de plaats waar nu de kerk van Saint-Germain staat. Saint-Germain-en-Laye was voor de Franse Revolutie de residentie van veel Franse koningen.

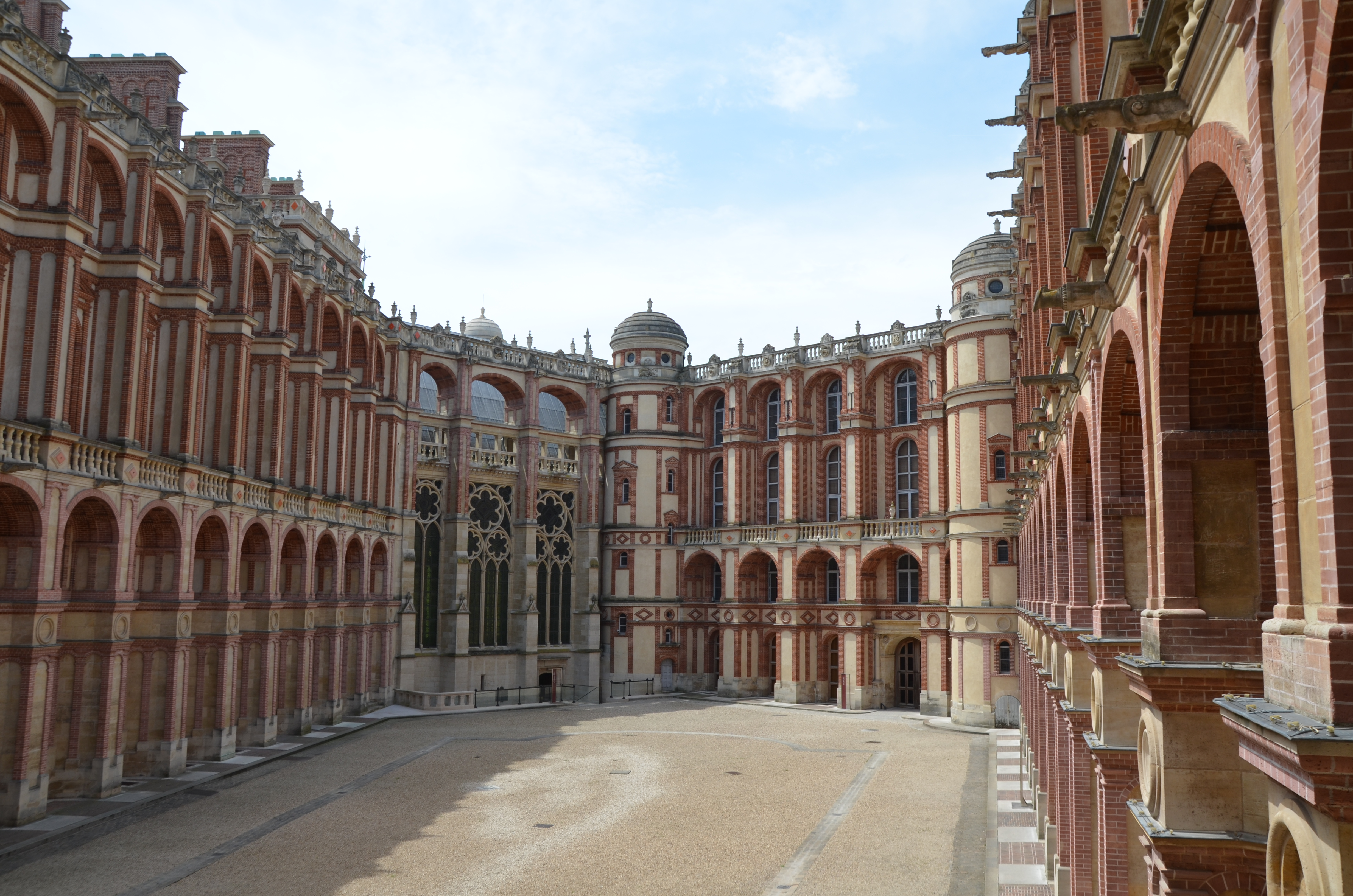
Kasteel van Saint-Germain-en-Laye

Het kasteel van Saint-Germain-en-Laye werd vanaf 1539 onder koning Frans I gebouwd door Pierre de Chambiges op de grondvesten van een ouder kasteel. Het kasteel werd daarna meer dan eens vergroot. Het huidige gebouw is opgetrokken in renaissancestijl. Het bevat nog resten van het oude kasteel, namelijk een gotische Sainte-Chapelle uit de 13e eeuw en een donjon uit de 14e eeuw. De tuinen van het kasteel zijn ontworpen door André le Nôtre.
Lodewijk XIV werd geboren in Saint-Germain-en-Laye. Hij maakte de stad van 1661 tot 1681 tot zijn belangrijkste verblijfplaats, maar gaf het kasteel aan Jacobus II van Engeland toen deze in ballingschap was. Jacobus woonde 13 jaar in het kasteel tot aan zijn overlijden op 16 september 1701 en werd in de kerk van Saint-Germain begraven.
Napoleon I vestigde zijn cavalerieschool in het Châteaux-Vieux. Daarna werd er een militaire gevangenis van gemaakt. Napoleon III liet het gebouw in 1867 restaureren en vestigde er het Musée des Antiquités Nationales. Er staan in het museum voorwerpen van het Paleolithicum tot de tijd van de Kelten. De naam van de stad werd tijdens de Franse Revolutie veranderd in Montagne-du-Bon-Air.
Saint-Germain-en-Laye was tijdens de Tweede Wereldoorlog het hoofdkwartier van de Duitse Wehrmacht gelegerd in Frankrijk.

## Verdragen
Er is een aantal verdragen getekend in en vernoemd naar Saint-Germain-en-Laye:
- Edict van Saint-Germain - 1562: Catharina de' Medici erkent de hugenoten en garandeert ze godsdienstvrijheid
- Vrede van Saint-Germain-en-Laye – 1570: wapenstilstand tijdens de Franse Godsdienstoorlogen
- Verdrag van Saint-Germain – 1632: Engeland vergoedt schade en geeft Nieuw-Frankrijk, nu: Quebec, na de verovering in 1629 terug aan Frankrijk.
- Vrede van Saint-Germain – 1679: Frederik Willem I van Brandenburg verliest het bij de Hollandse Oorlog veroverde Voorpommeren weer aan de Zweden.
- Verdrag van Saint-Germain – 1919: regelt na de Eerste Wereldoorlog de opdeling van de Donaumonarchie en de erkenning van de nieuwe rompstaat Oostenrijk door de geallieerden.

## Gebouwen en instellingen
- Het Kasteel van Saint-Germain-en-Laye, waarvan de bouw in 1124 was begonnen, was een paleis van het Franse koningshuis.
- Sciences Po Saint-Germain-en-Laye is er gevestigd.
- Het Centre hospitalier intercommunal de Poissy-Saint-Germain-en-Laye is het ziekenhuis op de grens met Poissy.
- Het hoofdkwartier van de International Association of Lighthouse Authorities is gevestigd in Saint-Germain-en-Laye.
- Het Musée municipal Ducastel-Vera, een Musée de France.
- Vier treinstations:
  - Saint-Germain-en-Laye
  - Saint-Germain-en-Laye - Bel Air - Fourqueux
  - Saint-Germain-en-Laye - Grande-Ceinture
  - Achères - Grand Cormier

## Geografie
Het grondgebied van Saint-Germain-en-Laye ligt geheel omsloten door een lus in de Seine, maar zonder dat het ergens aan de Seine ligt. Het is overal maar een smalle strook dat andere gemeenten Saint-Germain-en-Laye van de Seine scheiden. De oppervlakte van Saint-Germain-en-Laye bedroeg op 1 januari 2022 51,94 vierkante kilometer; de bevolkingsdichtheid was toen 871,9 inwoners per km². 
De onderstaande kaart toont de ligging van Saint-Germain-en-Laye met de belangrijkste infrastructuur en aangrenzende gemeenten. 

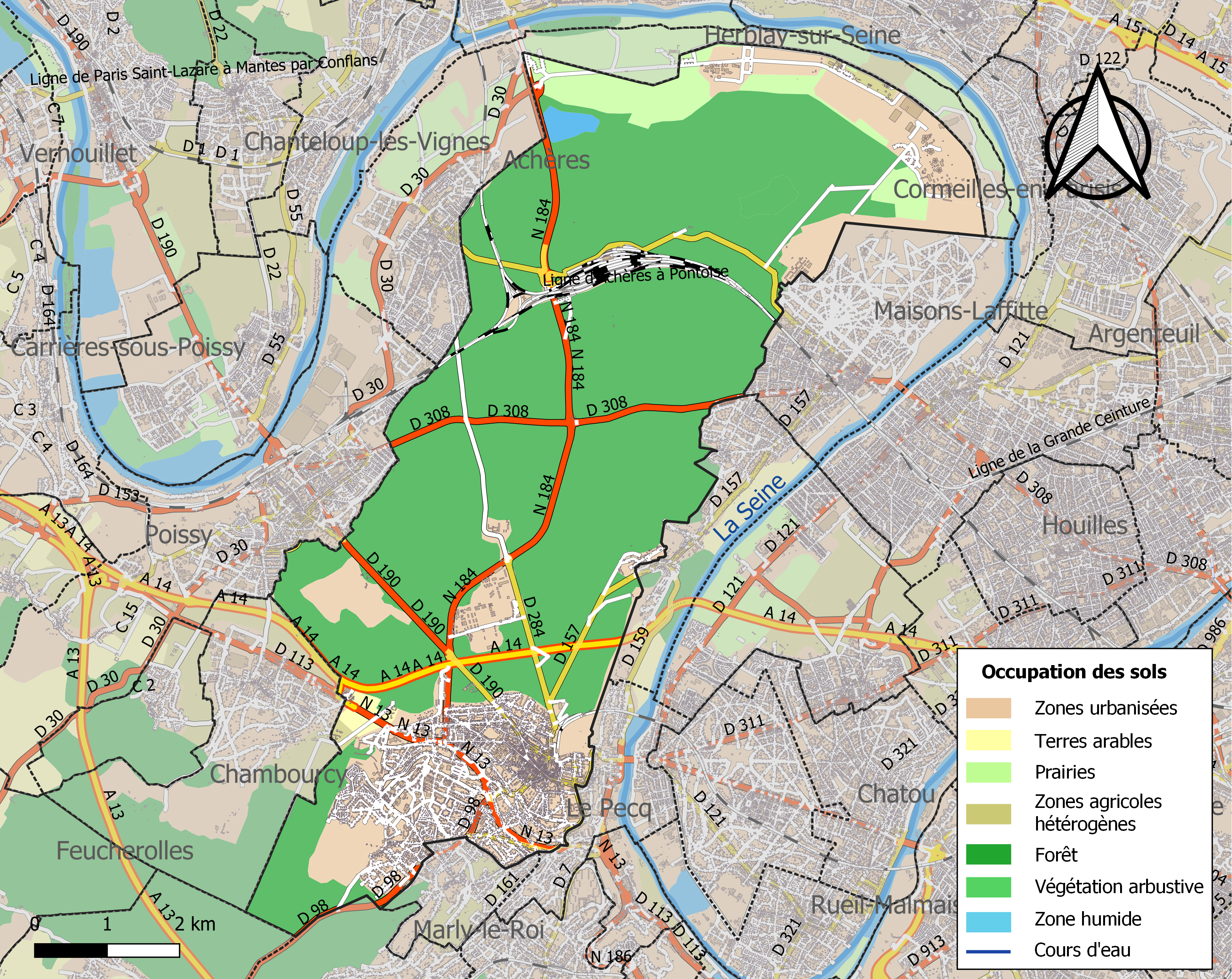

## Demografie
Onderstaande figuur toont het verloop van het inwonertal, bron: INSEE-tellingen. 

## Sport
Saint-Germain-en-Laye was één keer etappeplaats in wielerkoers Ronde van Frankrijk, in de ronde van 1978. De Duitser Klaus-Peter Thaler won er de rit. 

## Partnersteden
- Aschaffenburg, Duitsland
- Winchester, Verenigde Staten
- Konstancin-Jeziorna, Polen
- Témara, Marokko
- Ayr, Schotland

## Bekende inwoners van Saint-Germain-en-Laye

### Geboren
- Hendrik II van Frankrijk (1519-1559), koning van Frankrijk
- Magdalena van Valois (1520-1537), koningin van Schotland
- Karel II van Orléans (1522-1545), hertog van Orléans
- Margaretha van Valois (1523-1574), hertogin van Savoye
- Johanna van Albret (1528-1572), koningin van Navarra
- Lodewijk III van Orléans (1549-1550), hertog van Orléans
- Karel IX van Frankrijk (1550-1574), koning van Frankrijk
- Margaretha van Valois (1553-1615), koningin van Navarra
- Lodewijk XIV (1638-1715), koning van Frankrijk
- Filips van Orléans (1640-1701), hertog van Orléans
- Marie Thérèse van Frankrijk (1667-1672), dochter van Lodewijk XIV
- Lodewijk August van Bourbon (1670-1736), graaf van Eu en hertog van Maine
- Robert Demachy (1859-1936), fotograaf, schilder en essayist
- Léon Haakman (1859-na 1929), impressionistisch schilder
- Claude Debussy (1862-1918), componist
- Jehan Alain (1911-1940), componist en organist
- Marie-Claire Alain (1926-2013), organiste en muziekpedagoge
- Bernard Guignedoux (1947-2021), voetballer en voetbaltrainer
- Albert Dupontel (1964), acteur en filmregisseur
- Jean-Baptiste Andrea (1971), filmregisseur, scenarioschrijver en romanschrijver
- Jean-Christophe Bette (1977), roeier
- Amélie Mauresmo (1979), tennisster
- Mélanie Thierry (1981), actrice en mannequin
- Loris Arnaud (1987), Martinikaans voetballer
- Reinier van Lanschot (1989), Nederlands politicus
- Marion Maréchal (1989), jongste Franse parlementariër
- Caroline Garcia (1993), tennisspeelster
- David Aubry (1996), zwemmer

### Overleden
- Nicolaas van Frankrijk (1607-1611), hertog van Orléans
- Lodewijk XIII (1601-1643), koning van Frankrijk
- Marie Thérèse van Frankrijk (1667-1672), dochter van Lodewijk XIV
- Pierre Séguier (1588-1672), politicus en magistraat, hertog van Villemort
- Jacobus II van Engeland (1633-1701), koning van Engeland, Schotland en Ierland
- Maria van Modena (1658-1718), koningin van Engeland
- Jules de Polignac (1780-1847), politicus
- Adolphe Thiers (1797-1877), politicus en historicus
- André Baillon (1875-1932), Vlaams schrijver
- Fernand Crommelynck (1886-1970), Vlaamse, Franstalige dramaticus, acteur, regisseur en journalist
- Guy Grosso (1933-2001), acteur
- Jean Ferré (1929-2006), journalist

### Begraven
- Daniel Dunglas Home (1833-1886), Schots spiritistisch medium